# Lueheia inscripta
Lueheia inscripta är en hakmaskart som först beskrevs av Westrumb 1821.  Lueheia inscripta ingår i släktet Lueheia och familjen Plagiorhynchidae. Inga underarter finns listade i Catalogue of Life.